# Opération Dragon
Pour plus de détails, voir Fiche technique et Distribution.
Opération Dragon (Enter the Dragon) est un film d'arts martiaux américano-hongkongais réalisé par Robert Clouse, sorti en 1973.
Avec dans les rôles principaux Bruce Lee, John Saxon et Jim Kelly, c'est le dernier film tourné par Bruce Lee avant sa mort, le 20 juillet 1973 à l'âge de 32 ans.
Opération Dragon est largement considéré comme l'un des plus grands films d'arts martiaux de tous les temps. En 2004, il est sélectionné pour être conservé au National Film Registry de la Bibliothèque du Congrès en raison de son « importance culturelle, historique ou esthétique »,.
Faisant partie des premiers films à combiner l'action des films d'arts martiaux avec le genre émergent de la blaxploitation, son succès a conduit à une série de productions similaires combinant les deux genres. Ses thèmes ont également suscité un débat scientifique sur la manière dont ils reflètent les changements qui se sont produits dans les sociétés asiatiques postcoloniales après la fin de la Seconde Guerre mondiale.
Opération Dragon est également considéré comme l'un des films d'action les plus influents de tous les temps, son succès contribuant à l'intérêt mondial du grand public pour les arts martiaux et inspirant de nombreuses œuvres de fiction, notamment d'autres films d'action, des émissions de télévision, des jeux de combat, des bandes dessinées, manga et anime.

## Synopsis
Lee, un membre du temple Shaolin, est contacté par la police qui lui demande d'infiltrer un tournoi d'arts martiaux.
Ce tournoi se déroule en effet sur une île appartenant à Han, un ancien du temple qui vit désormais du trafic d'opium et de la traite de femmes. Lee doit simplement rapporter des preuves pour que la police puisse l'arrêter.
Mais, avant de partir, Lee apprend que ce sont des hommes de main de Han qui, trois ans auparavant, tentèrent de violer sa sœur, qui se suicida pour les en empêcher. Désormais, Lee a des comptes personnels à régler avec Han...

## Fiche technique
- Titre français : Opération Dragon
- Titre original : Enter the Dragon
- Titre de travail : Blood and Steel
- Réalisation : Robert Clouse
- Scénario : Michael Allin et Bruce Lee (participation au scénario, non crédité)
- Chorégraphie des combats : Bruce Lee
- Photographie : Gilbert Hubbs
- Montage : Kurt Hirschler et George Watters
- Musique : Lalo Schifrin
- Production : Fred Weintraub et Paul M. Heller en association avec Raymond Chow
- Sociétés de production :  Warner Bros. Pictures, Concord Production Inc. et Golden Harvest
- Sociétés de distribution :  Warner Bros. Entertainment,  Warner Columbia Film
- Budget : 850 000 $[6]
- Pays d'origine :  États-Unis /  Hong Kong
- Langues : anglais et cantonais
- Format : couleurs - 35 mm - 2.35:1 - Son Dolby DTS
- Genre : Kung-fu, action, thriller
- Durée : 98 minutes
- Dates de sortie : 
  - Hong Kong : 26 juillet 1973
  - États-Unis : 19 août 1973
  - Royaume-Uni : 11 janvier 1974
  - France : 30 janvier 1974[7]
- Certifications : 
  - États-Unis : classé R lors de sa sortie en salles
  - France : initialement « interdit aux moins de 13 ans » puis mention « tous publics »[Note 1]

## Distribution
- Bruce Lee (VF : Bernard Murat) : Lee
- John Saxon (VF : Jacques Richard) : Roper
- Jim Kelly (VF : Sady Rebbot) : Williams
- Ahna Capri (VF : Perrette Pradier) : Tania, la dame de compagnie de Han
- Shih Kien (VO : Keye Luke, VF : Jacques Thébault) : Han
- Bob Wall (VF : Michel Barbey) : Oharra, le garde du corps de Han
- Angela Mao : Su Lin, la sœur de Lee
- Betty Chung (VF : Sylvie Feit) : Mei Ling, le contact de Lee
- Geoffrey Weeks (VF : Jean-Henri Chambois) : Braithwaite, l'agent des services secrets Américains
- Bolo Yeung : Bolo, le deuxième garde du corps de Han (crédité Yang Sze)
- Peter Archer (VF : Michel Barbey) : Parsons
- Ho Lee Yan (VF : Maurice Chevit) : le père de Lee
- Marlene Clark (VF : Béatrice Delfe) : la secrétaire
- Allan Kent : le joueur de golf
- William Keller (VF : Serge Sauvion) : le premier flic de Los Angeles
- Mickey Caruso (VF : Pierre Garin) : le deuxième flic de Los Angeles
- Pat E. Johnson : un truand dans le bois
- Darnell Garcia : un truand dans le bois
- Mike Bissell : un truand dans le bois
- Tony Liu : un combattant au tournoi (premier combat avec Roper) (non crédité)
- Sammo Hung : un combattant Shaolin (scène d'ouverture) (non crédité)
- Roy Chiao : le maître Shaolin (scène supplémentaire) (non crédité)
- Jackie Chan : un garde de Han (le gardien balafré) (non crédité)

## Production

### Genèse
Il s'agit du premier film réalisé conjointement par une compagnie américaine et une compagnie chinoise. Le titre original fut pendant longtemps Blood and Steel, (peut-être par rapport à la griffe en acier de Han d'où le mot Steel) mais Bruce Lee n'était pas convaincu. Il proposa alors Enter the Dragon, l'un des titres auxquels il avait pensé pour son film La Fureur du dragon.
Bruce Lee avait commencé le tournage du Jeu de la mort lorsque l'on lui proposa de faire Opération Dragon. À la suite du décès de l'acteur, le 20 juillet 1973, Le Jeu de la mort restera inachevé avant d'être repris puis retravaillé par Robert Clouse en 1978.
Le personnage de Han s'inspire directement de deux ennemis de James Bond : le Dr. Julius No, par ses mains artificielles et ses cheveux coiffés en arrière, et Ernst Stavro Blofeld, par le chat blanc et sa taille moyenne. Par ailleurs, Han possède lui aussi une base secrète située sous son palais.

### Tournage
Au moment du tournage du film, Bruce Lee semblait déjà en moins bonne santé, apparaissant notamment plus amaigri (il ne pesait plus que 55 kilos et ne comportait plus que ses os et ses muscles, sans la moindre trace de graisse). Pour les besoins du film, il effectua des entraînements intensifs très éprouvants.
Au tout début, Bruce Lee affronte un homme qu'il bat assez aisément. Il s'agit de l'acteur Sammo Hung, futur interprète du flic de Shanghaï et ami d'enfance de Jackie Chan. Ce combat est la dernière scène tournée par Bruce Lee.
Lors du combat dans le tunnel souterrain, une courte scène voit se confronter deux vedettes des arts martiaux au cinéma. Bruce Lee armé d'un long bâton affronte des sbires joués par les cascadeurs ; parmi eux se trouve Jackie Chan. En tournant la scène, Bruce Lee frappa involontairement Jackie Chan à la tempe et s'en excusa en le serrant dans ses bras ; le plan du coup porté est présent dans le film car la scène n'a pas été refaite. Jackie Chan avait déjà travaillé en tant que cascadeur sur La Fureur de vaincre.
Plus de 8 000 miroirs tapissent la salle des miroirs à la fin du film.

### Lieux de tournage
Le palais de Han, qui est censé se situer sur une île, est en fait une propriété surplombant la ville de Hong Kong.

## Sortie et accueil
Coproduction américaine et hongkongaise, le film a été est présenté en avant-première à Los Angeles le 19 août 1973, un mois après la mort de Bruce Lee, causée par un œdème cérébral.
Le film sort en salles en France le 30 janvier 1974. Il va contribuer à susciter un engouement pour les arts martiaux, et à l'époque, jusqu'au milieu des années 1980, les clubs d'arts martiaux vont souvent afficher complet.

### Box-office
Opération Dragon fut l'un des films ayant obtenu le plus de succès au box-office en 1973. À sa sortie à Hong Kong, le film rapporta 3 307 536 HK$, ce qui était une énorme affaire pour l'époque, mais moins que les précédents films de Lee de 1972, La Fureur de vaincre et La Fureur du dragon.
En Amérique du Nord, le film a reçu des offres de 500 000 $US (équivalent à 3 400 000 $ en 2023) de la part de distributeurs américains en avril 1973 pour les droits de distribution, plusieurs mois avant sa sortie. Lors de sa sortie limitée en août 1973 dans quatre cinémas de New York, le film est entré à la 17e place du box-office hebdomadaire avec un résultat brut de 140 010 $ (équivalent à 960 000 $ en 2023) en trois jours,. Distribué plus largement sur le territoire américain la semaine suivante, le long-métrage a dominé les classements pendant deux semaines. Au cours des quatre semaines suivantes, il est resté dans le top 10 tout en concurrençant d'autres films de kung-fu, notamment Dynamique Dragon contre boxeurs chinois, The Shanghai Killers et Deadly China Doll qui ont occupé la première place pendant une semaine chacun.
En octobre, Opération Dragon reprend la première place lors de sa huitième semaine. Au box-office, 14,1 millions de tickets ont été vendus, rapportant 25 000 000 $ (équivalent à 170 000 000 $ en 2023) de recettes lors de sa sortie initiale aux États-Unis, ce qui en fait le quatrième film le plus rentable de l'année sur le marché. Il est ressorti en salles à plusieurs reprises tout au long des années 1970, chaque ressorti entrant dans le top cinq des classements du box-office Les recettes brutes américaines du film ont augmenté à 100 millions de $ en 1982,, et à plus de 120 millions $ (équivalent à 700 millions $ ajustés pour l'inflation) en 1998.
En Europe, le film a d'abord monopolisé plusieurs cinémas du West End de Londres pendant cinq semaines, avant de devenir un succès à guichets fermés en Grande-Bretagne et dans le reste de l'Europe. En Espagne, il a été le septième film le plus rentable de 1973, avec 2 462 489 entrées,.
En France, Opération Dragon prend la sixième place du box-office la semaine de sa sortie avec 105 550 entrées. Les deux semaines suivantes, le film voit ses entrées augmenter (entre plus de 136 000)) à 150 000 entrées), portant le cumul à 393 801 entrées. Il atteint les 500 000 entrées depuis sa sortie en quatrième semaine d'exploitation. En trois mois d'exploitation, le film atteint le million d'entrées. Le film continue de passionner les foules et totalise plus de 1,4 million d'entrées sur une année d'exploitation,. Opération Dragon sera exploité durant plusieurs années dans les cinémas de quartier, au point de cumuler 4 444 582 entrées toutes exploitations confondues, devenant ainsi le plus grand succès de Bruce Lee au box-office français. Le résultat lui permet d'occuper la cinquième place du box-office annuel de 1974. En Allemagne, il a été l'un des 10 films les plus rentables de 1974, avec 1,7 million d'entrées. En Grèce, le film a rapporté 1 000 000 $ (équivalent à 6 900 000 $ en 2023) au cours de sa première année de sortie.
Au Japon, il s'agit du deuxième film le plus rentable de 1974, avec des recettes de location de 1 642 000 000 ¥ (équivalent à 3 445 000 000 ¥ en 2019). En Corée du Sud, le film totalise 229 681 entrées dans la capitale, Séoul. En Inde, le film est sorti en 1975 et a fait salle comble dans un cinéma de Bombay, le New Excelsior, il a été projeté à guichets fermés pendant 32 semaines. Le film a également connu du succès en Iran, où il y avait un cinéma qui le diffusait quotidiennement jusqu'à la révolution iranienne de 1979.
Avec un budget serré de 850 000 $, le film a rapporté 100 000 000 $ (équivalent à 690 000 000 $ en 2023) lors de sa sortie mondiale initiale en 1973,,, ce qui en fait l'un des films les plus rentables de tous les temps jusqu'alors. Le film a connu plusieurs ressorties dans le monde au cours des décennies suivantes, augmentant considérablement ses recettes mondiales. Le film a rapporté plus de 220 millions de dollars à l'échelle internationale en 1981, ce qui en fait le film d'arts martiaux le plus rentable de tous les temps. Il aurait été parmi les 50 films les plus rentables de tous les temps en 1990.
En 1998, le film avait rapporté plus de 300 millions de dollars dans le monde. En 2001, il a rapporté un total estimé à plus de 400 millions de dollars dans le monde, ayant rapporté plus de 400 fois son budget initial. Le rapport coût/bénéfice du film en fait l'un des films les plus rentables et les plus réussis commercialement de tous les temps,  Ajusté à l'inflation , le chiffre d'affaires mondial du film est estimé à l'équivalent de plus de 2 milliards de dollars en 2022,.

## Autour du film
- Au moment où il se recueille devant les tombes de la mère et la sœur de son personnage, Bruce Lee s'était dressé en réalité devant la tombe d'un certain « Cheik Ackner », un musulman décédé en 1930.
- On peut relever une petite erreur dans le film : Lorsque Roper assiste au combat de mantes religieuses à bord du bateau, il lance un pari à 50 $. Quand Lee lui propose de lui en donner cinq contre un, Roper lui répond « Vous mettriez 100 $ ?! ». Or 50 $ multiplié par 5 est censé donner non pas 100 mais 250 $.
- Le film révéla quelques scènes semblables à deux films précédents de Bruce Lee :
  - par exemple, la scène qui montrait Bruce Lee se battre avec un bâton contre les gardes, celle-ci qui ressemblant à celle de La Fureur du dragon ;
  - dans la scène qui montre Bolo Yeung tuer les quatre gardes, il tue l'un d'eux en l'écrasant de son pied ; cette scène ressemble à celle de La Fureur de vaincre, qui montre Bruce Lee écraser un Japonais avec son pied. Bolo arrache les cheveux de l'un des gardes ; Bruce Lee avait fait la même chose avec Jackie Chan lorsqu'il l'affronta à main nue.

## Éditions DVD et Blu-ray
Les éditions DVD et Blu-ray du film comportent une nouvelle scène : peu après son premier combat au début du film, Lee rejoint son maître shaolin, interprété par Roy Chiao et lui récite sa philosophie des arts martiaux.
Bien que ce passage fût à l'époque coupé au montage, il fut intégré en guise de plan récupéré dans Le Jeu de la mort 2, sorti en 1981 (soit huit ans après la mort de Bruce Lee). Roy Chiao y avait repris son rôle pour filmer d'autres plans-raccords.

## Dans la culture populaire
- Le premier opus de la série de jeux vidéo de combat Mortal Kombat est très inspiré par ce film, par exemple le tournoi se déroulant sur l'île de Shang Tsung et le personnage de Liu Kang, directement créé à partir de Bruce Lee mais son apparence changea à partir du jeu suivant ce qui en fit un personnage à part entière de Midway.
- Dans la série de jeux vidéo Street Fighter, le personnage de Vega utilise une griffe en acier tout comme Han, sauf qu'elle est imbriquée dans un bracelet.